# كينيث بورنس كون
كينيث بورنس كون هو طيار بطل كندي، ولد في 11 يوليو 1896 في Ashton, Ontario ‏ في كندا، وتوفي في 30 يناير 1984 في تورونتو في كندا.